# Albert Bertelin
Albert Bertelin est un compositeur français, né à Paris le 26 juillet 1872 et mort à Paris le 19 juin 1951.

## Biographie
Mention au prix de Rome de 1900 et deuxième second prix de Rome en 1902, derrière Aymé Kunc et Jean Roger-Ducasse.
Il est inhumé au cimetière du Père-Lachaise (31e division).

## Publications
- Hélène, mélodie pour voix et piano, dédicacée à Lucien Berton, poésie d'Albert Samain tirée du Jardin de l'Infante, E. Demets éditeur, 1903.
- Traité de composition musicale, 4 tomes, 1931-1934, Schola-Cantorum
- Traité de contrepoint modal et tonal, 1951, Schola-Cantorum
- Les Bases de l’harmonie, Schola-Cantorum